# キザクラカッパカントリー
座標: 北緯34度55分50.4秒 東経135度45分37.6秒 / 北緯34.930667度 東経135.760444度
キザクラカッパカントリー（Kizakura Kappa Country）は京都府京都市伏見区にある黄桜のテーマパーク。
清酒工房や地ビールレストランのほか、企業博物館の黄桜記念館が設けられている。
黄桜株式会社が運営する。京都府京都市伏見区塩屋町228番地に所在。
現在は、黄桜グループ企業の東山酒造が醸造している。

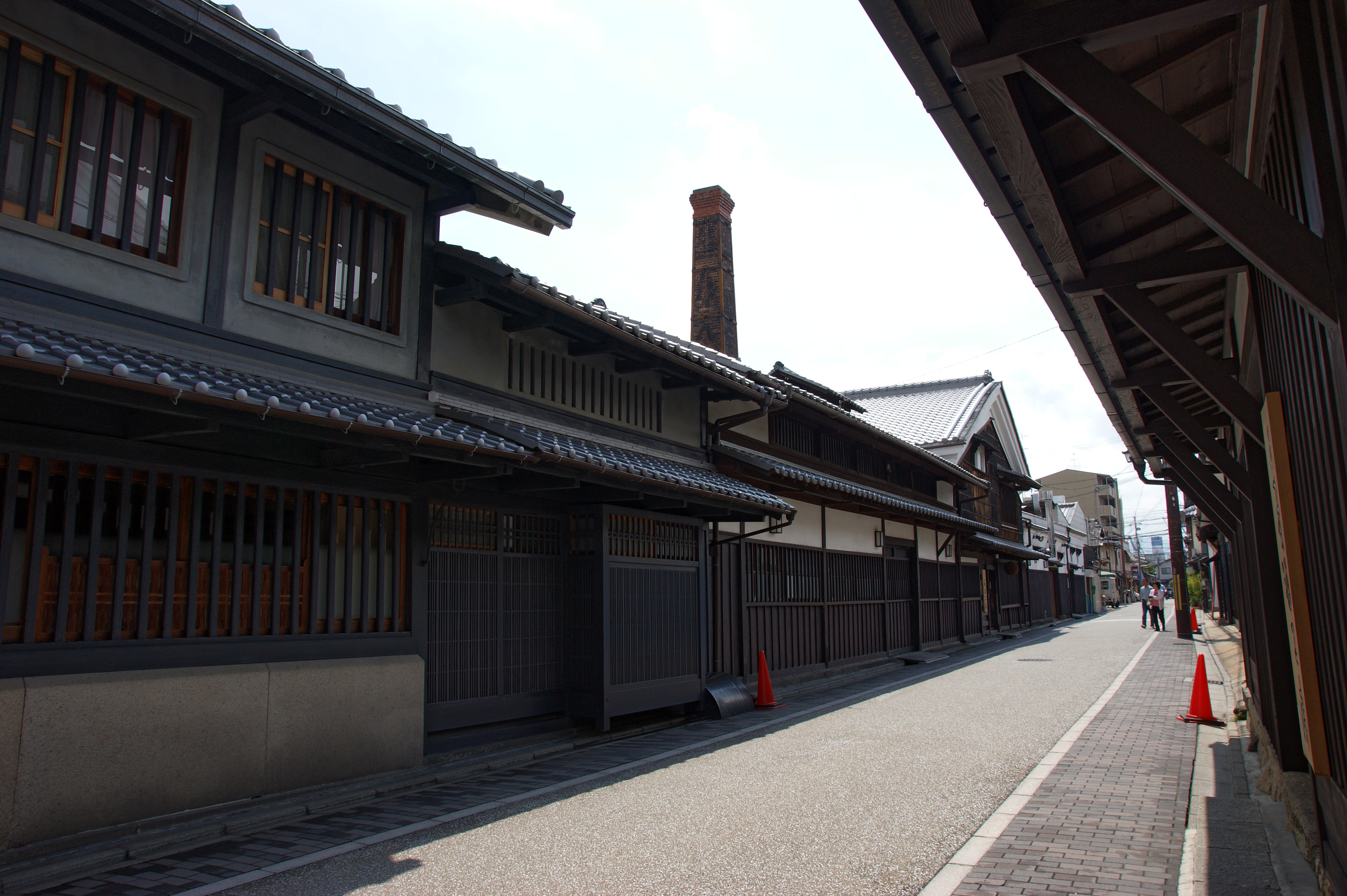
清酒工房

## 施設
- 黄桜広場（Kappa Garden）
- 黄桜酒場（Kappa Tengoku）
- 黄桜商店（Kappa Shop）
- 麦酒工房（Kappa Beer Brewery）
- 清酒工房（Kappa Sake Brewery）  - 昭和8年建築

- 樽酒や生酒が約100円で飲める。

### 黄桜記念館（Kappa Gallery）
ギャラリーでは黄桜のCMや広告で使用された清水崑と小島功筆の原画を展示、隣のライブラリーコーナーでは昭和30年代からの黄桜のCMを観る事ができる。「河童資料館」では河童の歴史と各地の伝承を紹介する。清酒工房に通じる展示室では、江戸時代の酒造道具を工程順に展示する。 

## 周辺
- 月桂冠大倉記念館
- 三栖閘門資料館
- 伏見十石舟
- 御香宮神社
- 松本酒造